# 코트니 액트
코트니 액트(Courtney Act, 1982년 2월 18일 ~ )는 오스트레일리아의 드래그 퀸, 가수, 사업가, 리얼리티 방송 유명인이다. 2003년 《오스트레일리안 아이돌》에 참가해 최종 3위를 했으며, 2004년 싱글 "Rub Me Wrong"을 발매해, 곡은 ARIA 싱글 차트 29위에 오르기도 했다. 《루폴의 드래그 레이스》 시즌 6에 참가해 TOP 3까지 올랐다. 또한 젠더퀴어정체성을 가진 폴리아모리스트이기도 하다.

## 음반 목록

### EP
- Kaleidoscope (2015)
- Drop of Fluid (2020)